# فلويد كونينغهام
فلويد كونينغهام (بالإنجليزية: Floyd Cunningham)‏ هو مؤرخ أمريكي، ولد في 22 سبتمبر 1954.